# سیارک ۲۷۸۶۴
سیارک ۲۷۸۶۴ (به انگلیسی: 27864 Antongraff، نامگذاری:1995EA9) بیست و هفت هزار و هشتصد و شصت و چهارمین سیارک کشف شده‌است که در ۵ مارس ۱۹۹۵ کشف شد.